# Зоран Радовић
Зоран Радовић (Београд, 17. фебруар 1961) је бивши српски кошаркаш. Играо је на позицији плејмејкера.

## Клупска каријера
Радовић је каријеру почео у јуниорима ОКК Београда, да би 1980. отишао на једну годину на амерички универзитет Вичита Стејт. Након тога се враћа у Југославију и долази у Црвену звезду. Са црвено-белима остаје пуних девет година, и постаје један од најбољих плејмејкера у Југословенској лиги. Чак четири пута у периоду од 1984. до 1990. Зоран је водио Црвену звезду до финала домаћег плејофа, и сваки пут су црвено-бели остали кратких рукава.
Године 1990. одлази у немачки Шарлотенбург (данашња АЛБА), где проводи две сезоне. Након тога се вратио у свој матични клуб ОКК Београд и са њима освојио Куп СР Југославије 1993. године. Провео је једну сезону у италијанској Павији, и онда се вратио у ОКК Београд где је завршио каријеру 1995. године.

## Репрезентација
Био је члан репрезентације Југославије и са њима освојио злато на Европском првенству 1989, и три бронзе на ЕП 1987 и на два Светска првенства 1982. и 1986.